# Grube Blücher (Gleißen)
Die Grube Blücher war eine Alauneerzgrube in Gleißen, dem heutigen Glisno (Lubniewice) in Polen. In den benachbarten Himbergen wird der Höhenzug überwiegend durch eine Braunkohleformation gebildet. Hier findet sich in der südwestlich einfallenden Lagerstätte in den kalten Gründen auch ein bitumenhaltiger Flöz Alauneerz in einzelnen schmalen Strichen. Das bedeutendste Lager befindet sich in der Umgebung der Grube Blücher und der benachbarten Grube Wellington.